# Helge Limburg

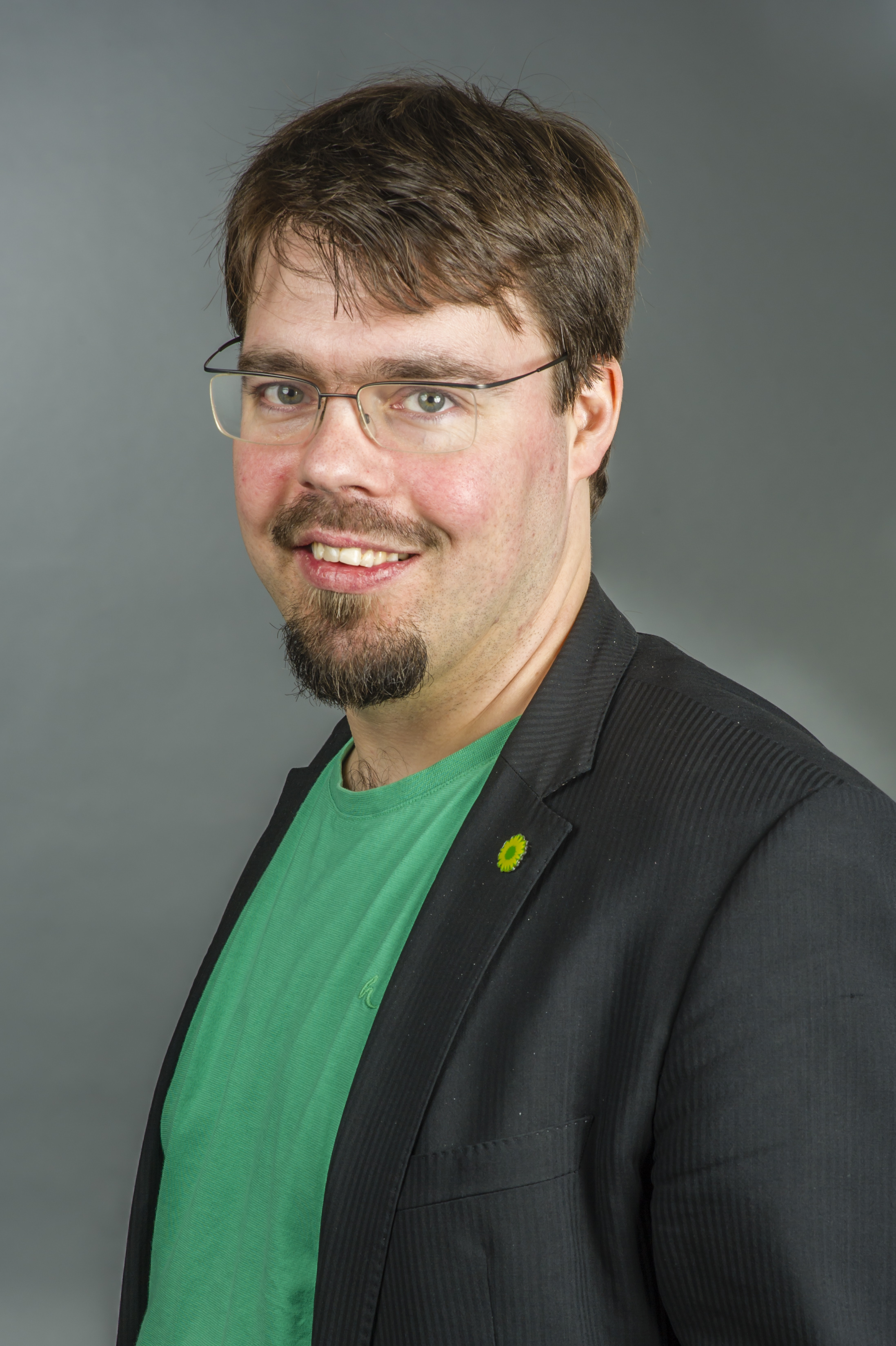
Helge Limburg, 2018

Helge Stefan Limburg (* 25. Oktober 1982 in Hannover) ist ein deutscher Politiker (Bündnis 90/Die Grünen). Er war von 2008 bis 2021 Mitglied des Niedersächsischen Landtages und wurde bei der Bundestagswahl 2021 in den 20. Deutschen Bundestag gewählt.

## Schule und Ausbildung
Helge Limburg wuchs als Sohn eines lutherischen Pastors in Holzminden auf. Nach dem Abitur 2002 am Campe-Gymnasium Holzminden leistete er zunächst seinen Zivildienst in der ambulanten Altenpflege in Bevern-Stadtoldendorf.
Limburg studierte sodann Rechtswissenschaften und absolvierte in diesem Rahmen 2005/2006 ein Auslandssemester an der Yeditepe Üniversitesi in Istanbul. Im Mai 2008 schloss er sein Studium an der Universität Bremen mit dem ersten juristischen Staatsexamen ab. Die Schwerpunkte seiner Ausbildung lagen im Bereich Arbeits- und Sozialrecht. 2017 schloss Limburg ein Fernstudium an der Fernuniversität in Hagen mit dem Titel „Master of Laws (LL.M.)“ ab. Seine Masterarbeit befasste sich mit der geplanten Einrichtung einer Europäischen Staatsanwaltschaft.

## Politik
Schon frühzeitig engagierte sich Limburg politisch. Von 2001 bis 2005 saß er für Bündnis 90/Die Grünen im Kreisverband Holzminden im Kreisvorstand, von 2002 bis 2004 war er Mitglied im Landesvorstand der Grünen Jugend Niedersachsen. 2004 war Limburg Mitbegründer von CampusGrün, einer grünen Hochschulgruppe, in Bremen und arbeitete bis 2005 als ihr erster Sprecher. Von 2006 bis 2007 engagierte er sich als Sprecher im Landesvorstand der Grünen Jugend Niedersachsen.
Von 2008 bis 2021 war Helge Limburg Mitglied des Niedersächsischen Landtages. Er war von 2013 bis 2021 der Parlamentarische Geschäftsführer seiner Fraktion und ihr Sprecher für Rechtspolitik, Verfassungsfragen, Verfassungsschutz und Queerpolitik.
Bei der Bundestagswahl 2021 trat Helge Limburg als Direktkandidat im Wahlkreis Hameln-Pyrmont – Holzminden und auf Platz 8 der grünen Landesliste an. Er wurde über die Landesliste in den Bundestag gewählt und legte sein Landtagsmandat nieder; für ihn rückte Marie Kollenrott in den Landtag nach.

### Positionen
Im Jahre 2008 unterstützte Limburg die Forderung mehrerer Politiker und Juristen nach Abschaffung des § 173 Strafgesetzbuch, der einvernehmlichen Geschlechtsverkehr zwischen erwachsenen Verwandten für strafbar erklärte. Später unterstützte auch der Deutsche Ethikrat diese Forderung.
Limburg trat wiederholt für die Einleitung eines NPD-Verbotsverfahrens ein und kritisierte 2008 die lange Zeit ablehnende Haltung des damaligen CDU-Innenministers Schünemann dazu.
Limburg kritisierte 2012 die Beobachtung der Partei Die Linke durch den Niedersächsischen Verfassungsschutz und die Überwachung linker Gruppen durch den niedersächsischen Verfassungsschutz unter dem damaligen CDU-Innenminister Uwe Schünemann.
Limburg forderte im Bereich des Strafvollzugs verbesserte Resozialisierungsmöglichkeiten insbesondere für jugendliche Straftäter und kritisierte den Bau der 2013 fertiggestellten Justizvollzugsanstalt Bremervörde durch die damalige schwarz-gelbe Landesregierung in Niedersachsen.
Limburg trieb die grundlegende Reform des Niedersächsischen Verfassungsschutzgesetzes durch die rot-grüne Koalition in Niedersachsen maßgeblich mit voran und war 2016 Berichterstatter des Fachausschusses zu dem entsprechenden Gesetzentwurf.
Im November 2022 stimmte er als einer von neun Abgeordneten in der Grünen-Bundestagsfraktion gegen die Änderung des Atomgesetzes, das den Weiterbetrieb um vier Monate verlängerte.

## Privates
Helge Limburg ist verheiratet und Vater von drei Töchtern.